# Xã Mercer, Quận Adams, Iowa
Xã Mercer (tiếng Anh: Mercer Township) là một xã thuộc quận Adams, tiểu bang Iowa, Hoa Kỳ. Năm 2010, dân số của xã này là 153 người.